# 精巣
精巣（せいそう、英: testicle、羅: testis）とは、動物の雄がもつ生殖器の1つで雄性配偶子（精子）を産生する器官。哺乳類などの精巣は睾丸（こうがん）とも呼ばれ、女性の卵巣に相当する器官であるが、たいていは精巣にあてられることが多い。左右1対ある。また魚類の精巣は白子（しらこ）と呼ばれ魚の種類によっては食用にする。
脊椎動物の精巣は精子を作り出す他に、ホルモンであるアンドロゲンを基とするテストステロン等を分泌する内分泌器官でもある。

## 構造と機能

### 精巣と陰嚢

ヒトの精巣

ヒトの精巣（睾丸）は、左右1対ある。左右直径4cmから5cm程度の卵型をしており、正常値としては本人の親指と人差し指でOKサインを作り、その輪の大きさより自分の精巣が大きければ正常であり、病相が確認されない限り、しっかりとした強く良い硬さがある。オーキドメーター（精巣測量計）を用いた場合に小児及び思春期前（ 2mL以下 ）と成人男性（ 15～20mL  ）を比較して10倍程の大きさまで成長する。備考として長径が4cm以上あれば精巣容積15ml以上ある事になるので正常となる 。
精巣上体（副睾丸）も含め精巣（睾丸）の役割機能として男性外陰部にあり体内のほとんどのアンドロゲン由来の男性ホルモン（残り一部は副腎）を生成し能動的な考え方や筋骨のたくましい男性らしい身体になる事に作用し、生殖機能として精原細胞を精子形成をさせ精子や精子を成熟させ保護するためにわずかながら精漿（せいしょう）の一部分を生成する器官として作用している。
トランスジェンダーの人の中には性別移行の一部として去勢手術を受ける者もいる。犯罪面においては、韓国などの海外では性犯罪を犯した痴漢には去勢刑が存在する。
精巣全体は下腹部にある陰嚢（いんのう）と呼ばれる皮膚はTurnerの発育度数によりコブ状から袋状へ変わり、その中に内部組織に守られて精巣はその部位の中に納まっている。精巣構造としては２つの層で出来上がっていて、精巣本体の隣には精巣上体（副睾丸）があり、運動性を持たない未成熟な状態で精巣から運ばれて、隣接する精巣上体（副睾丸）下部の少量の液体中に蓄えられ、そこで成熟しつつ射精の瞬間を待っている。 精巣上体には精索（せいさく）というヒモ状の構造がつながっており、精巣へ出入りする動脈、静脈、神経、および精子が通る精管（せいかん）がその中を通っている。精索は、鼠径部の鼠径管を通って腹の中へとつながる。精巣と精索全体は、陰嚢の中で精巣挙筋という腹筋の一部が変わった筋肉に包まれ、ぶら下がっている。精巣挙筋が収縮すると、精巣は腹部の方へと引き上げられる。平均的に右側に片寄っていることが多い。精巣容量が男性器のタナー段階IIに相当する4ml以上になると思春期が始まり（この段階で思春期に入った事に気づきにくく、身長の伸びのピークを迎えるか陰毛が発生（陰毛のタナー段階II）した時点で思春期に入ったことに気づきやすい）、血中テストステロンが測定可能となる10ng/dl超となる。
男性や男子の精巣（睾丸）から生成される血中テストステロンの正常の参考値は第二次性徴の成熟等により各年代で基準値が変わる。

### 精子
精巣の中には、精子を作る場である精細管（せいさいかん）と呼ばれる直径数百μmの管が蛇行しながらびっしりと詰まっており、その管の内側で精子の元になる精祖細胞（精原細胞）が減数分裂を経て、精子になる過程（精子発生、あるいは精子形成）が起こっている。出来上がった精子は、管の中を流れていき、精巣の端に集められ、精巣の隣の精巣上体へと運び出され、そこで成熟し、射精を待ち、陰茎が勃起したのち射精される。ヒトの場合、精巣上体で最大10億ほどの精子が貯蔵できると考えられている。精子発生は、体温よりも温度が低くないとうまく進まない。精巣が陰嚢の中にあり、体外にぶら下がっているという構造は、精巣の温度を体温より低く保つのに役立っている。そのため静脈血（比較的低温）が動脈血（体温）に巻きつく様に位置している。精子は通常、思春期から生涯に渡り生成され、1日数百万個作られる。

### アンドロゲン（雄性・男性ホルモン）
アンドロゲンを分泌する細胞は、精巣内で、精細管の隙間に多数存在する、ライディッヒの間質細胞（ライディッヒ細胞）である。ここには血管が豊富で、分泌されたアンドロゲンは血流に乗って全身へと運ばれる。ライディッヒ細胞から分泌されるアンドロゲンは、ほとんどがテストステロンである。

## 精巣の疾患
- 男性不妊症 - 様々な原因で精子の産生がうまくいかず、女性が妊娠するに至らない症状。精索静脈瘤が疑われる場合が多い。
- 前立腺疾患 -前立腺癌等により症状の改善のために両精巣を摘出する去勢手術やホルモン治療等を行う[15]。
- 精巣がん - 精巣に悪性の腫瘍ができる疾患で、比較的若年者に多い（ただしそれほど頻発する癌ではない）。自覚症状は少ないが、精巣が急に肥大化かつ硬化するので発見は容易である。検査・診断も容易で、医師の触診と超音波検査、血液検査でほぼ見つけることができる。確定診断は、摘出後の組織検査によることが多い。進行の早いのが特徴である。約7割のものは悪性腫瘍の中ではきわめて性質が良く、早期に発見し、摘出およびその後の放射線照射といった適切な処置を行なえばほぼ完全に治る。まれに肺や骨に転移することもあるが、化学療法が非常に有効で完治する。残り約3割の予後は良くない[要出典]。
- 停留精巣 （停留睾丸）- 片側または両側の精巣が陰嚢内に下降していない状態。腫瘍化することが多い。
- 精巣捻転症 - 精索捻転症、睾丸回転症とも。腹部と精巣を繋ぐ精索が捻じれる症状で、激しい痛みや全身症状を見る。処置までに時間を要すると精巣への血流が絶たれて精巣が壊死する危険がある。

## 精巣の利用

### 食材
魚類の精巣は、食材として用いられる。一般にクリーミーな口どけやまったりとした独特の味わいを楽しむ。白子が特に美味いとされる魚は、フグ類（トラフグなど）、タラ類（マダラ、スケトウダラなど）などである。ヒラメなどの精巣は、取り出して別途調理する事は多くないが、体内に残したまま、煮たり、焼いたりして食用にされる。
ウシや豚などの精巣はタマあるいはホーデン（ドイツ語由来）と呼ばれる食材である。焼き肉などに用いる。雌や去勢された雄には精巣がないので、流通量は少ない。
このように、睾丸は世界の多くの地域で珍味として食べられている。北米ではウシの睾丸を炒めるかフライにしたロッキー・マウンテン・オイスターという料理がある。ヨーロッパでも睾丸を材料とする料理は少なくない。精巣上体から輸精管は硬いが、味わいはジューシーで肉厚なため除去する必要はないが、陰嚢は除去する必要がある。なお、精巣内に脂肪は存在していない。食用として用いるためには、この他専用の調理方法を学ぶ必要がある。
精巣には、タンパク質の一種であるヌクレオプロテインやプロタミン、核酸の一種であるデオキシリボ核酸(DNA)が豊富に含まれるため、俗に食べると精が付くと言われ、実際に疲労回復、免疫力向上、記憶の改善、新陳代謝の促進、老化防止、美容などの効果があるという研究報告がある。

### 工業原料
サケ類（シロザケなど）やニシン類の白子は、食用としての利用度が低いが、デオキシリボ核酸(DNA)やプロタミンを豊富に含み、比較的大量に得られるため、酵素処理などによって、これらの成分を抽出することが行われている。プロタミンは食品保存料として用いられている。サケのDNAは調味料、強化剤などの食品用途、医薬用途の他、創傷被覆材などの医療用途、分離膜、フィルター材などの工業用途も開発が行われている。

## 名称
精巣は金玉と俗称されるが、この名称の由来には諸説ある。
阿刀田高は、金玉の語源を「酒の玉（きのたま）」としている。江戸時代以前の日本酒に清酒は存在せず、濁り酒、どぶろくだった。精液をこのどぶろくに見立てて、精液が製造される器官を「酒の玉」と称した。
官能小説などでは、他の名称がある。

## 精巣に由来する名前
ラン
英語名「orchid」は、ギリシア語で睾丸を意味する「ορχις」に由来する。
イヌノフグリ
果実の形状から。
アボカド
スペイン語名「aguacate」は、ナワトル語で睾丸を意味する「ahuacatl」または「auacatl」に由来する、という説もある。